# 纺锤笔螺
纺锤笔螺（学名：Vicimitra variabilis），是新腹足目笔螺科Vicimitra属的一种。其种加词“variabilis”意为“变化的”。主要分布于台湾，常栖息在潮间带。